# Steatoda gui
Steatoda gui är en spindelart som beskrevs av Zhu 1998. Steatoda gui ingår i släktet vaxspindlar, och familjen klotspindlar. Inga underarter finns listade i Catalogue of Life.